# Нагоряни (Могилів-Подільський район)
Нагоря́ни — село в Україні, у Яришівській сільській громаді Могилів-Подільського району Вінницької області.

## Географія
Поблизу села знаходяться Нагорянські печери та ботанічний заказник місцевого значення Нагорянський. На річці Дністер в районі села розташована Дністровська ГЕС-2.

## Історія
7 (20) листопада 1917 року, відповідно до Третього Універсалу Української Центральної Ради, увійшло до складу Української Народної Республіки.
12 червня 2020 року, відповідно до Розпорядження Кабінету Міністрів України від № 707-р «Про визначення адміністративних центрів та затвердження територій територіальних громад Вінницької області», увійшло до складу Яришівської сільської громади.
19 липня 2020 року, в результаті адміністративно-територіальної реформи та ліквідації Могилів-Подільського району (1923 — 2020), село увійшло до складу новоутвореного Могилів-Подільського району.

## Населення
Населення становить 351 особу.

## Галерея

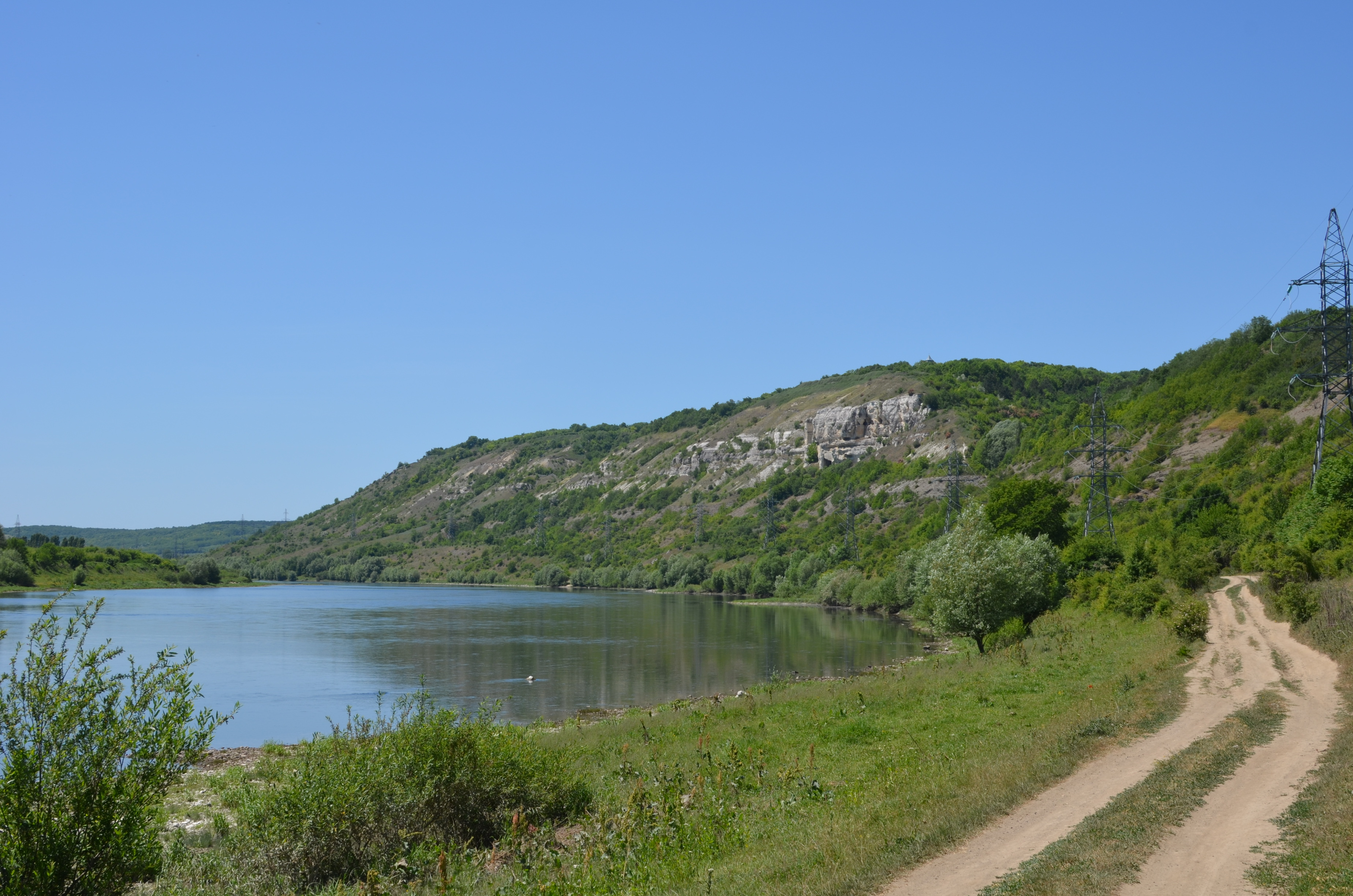
Дорога до Нагорянських печер
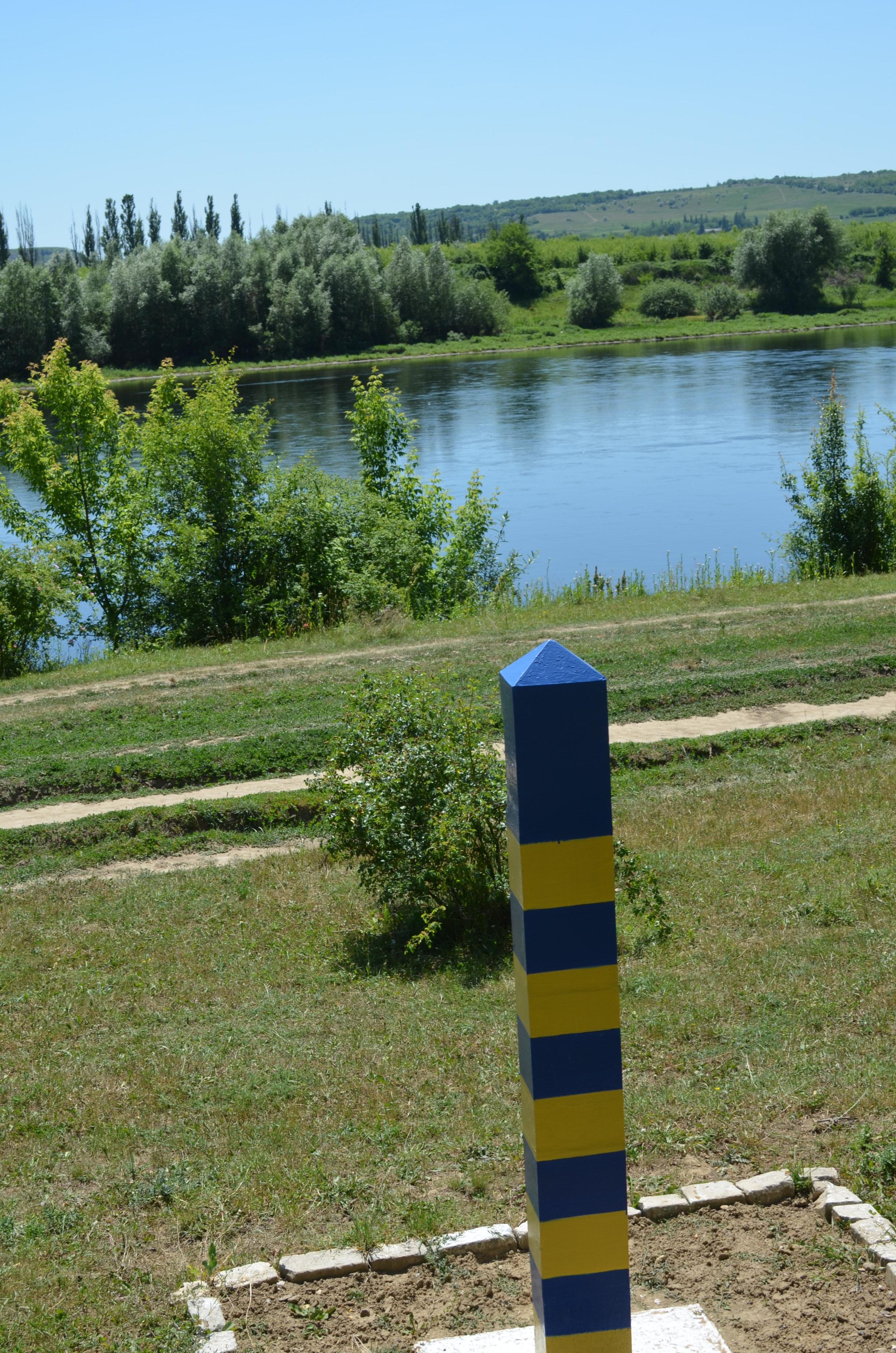
Прикордонний знак поблизу берега Дністра
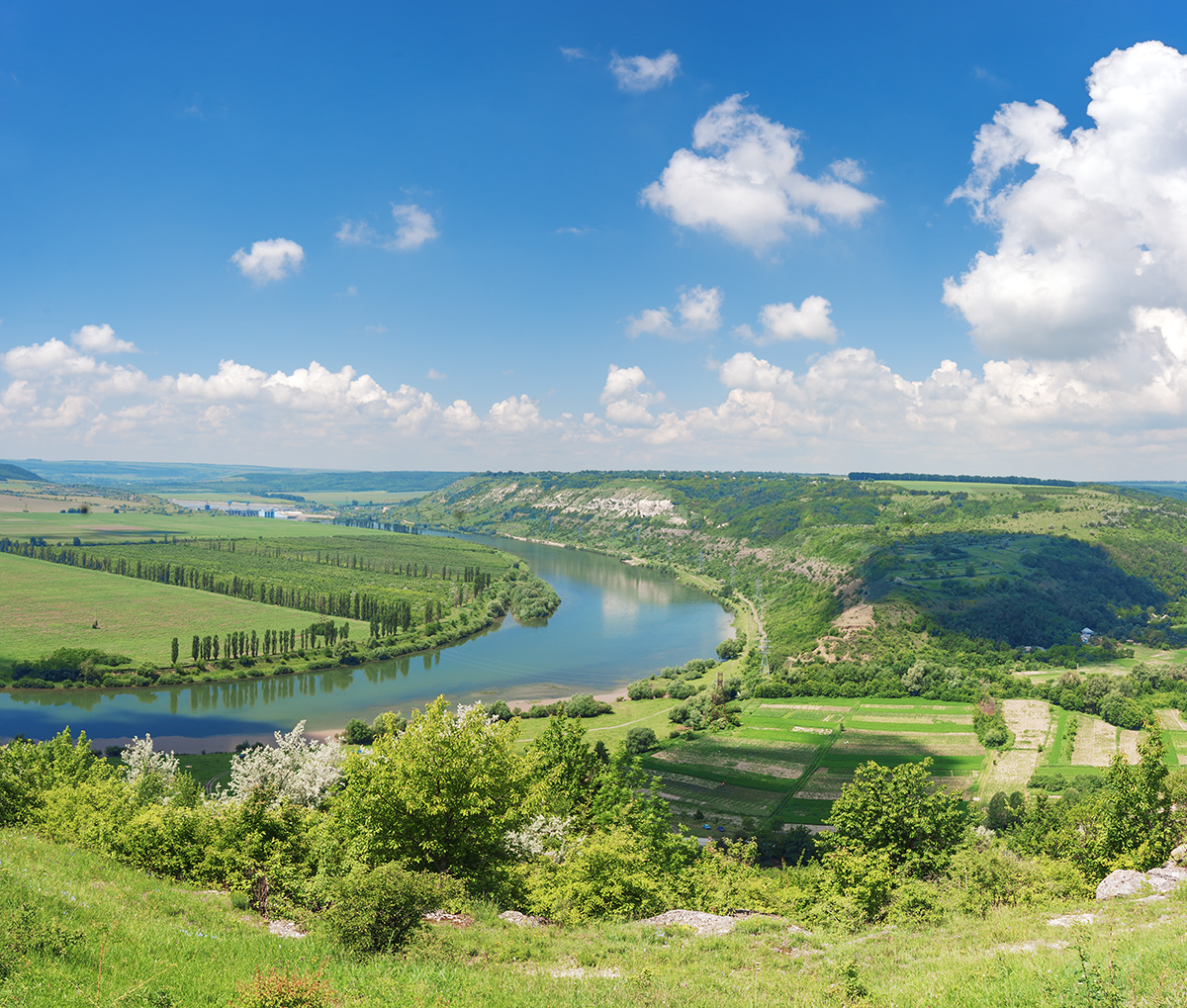
Вид з Лядівського монастиря
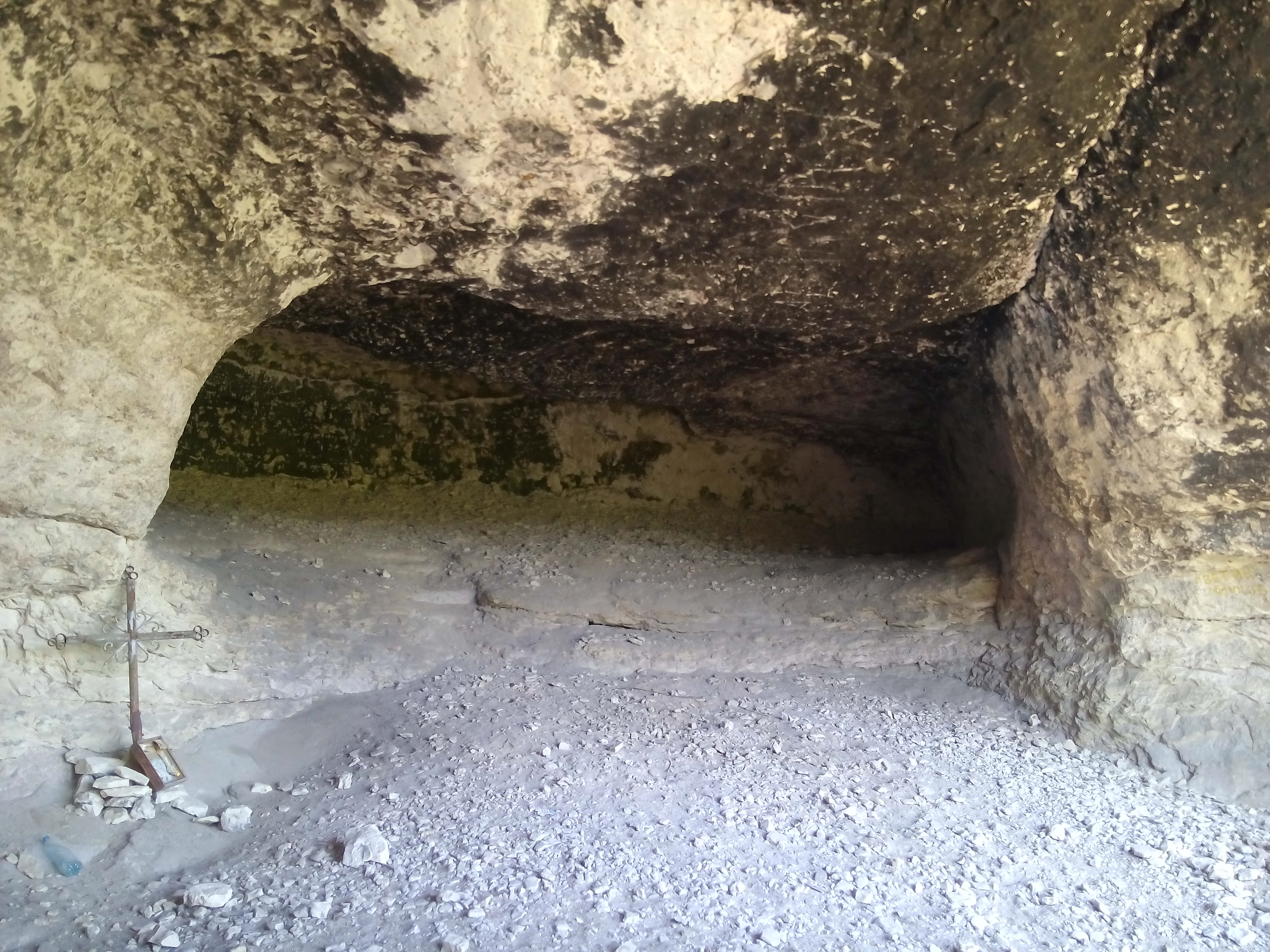
Нагорянські печери
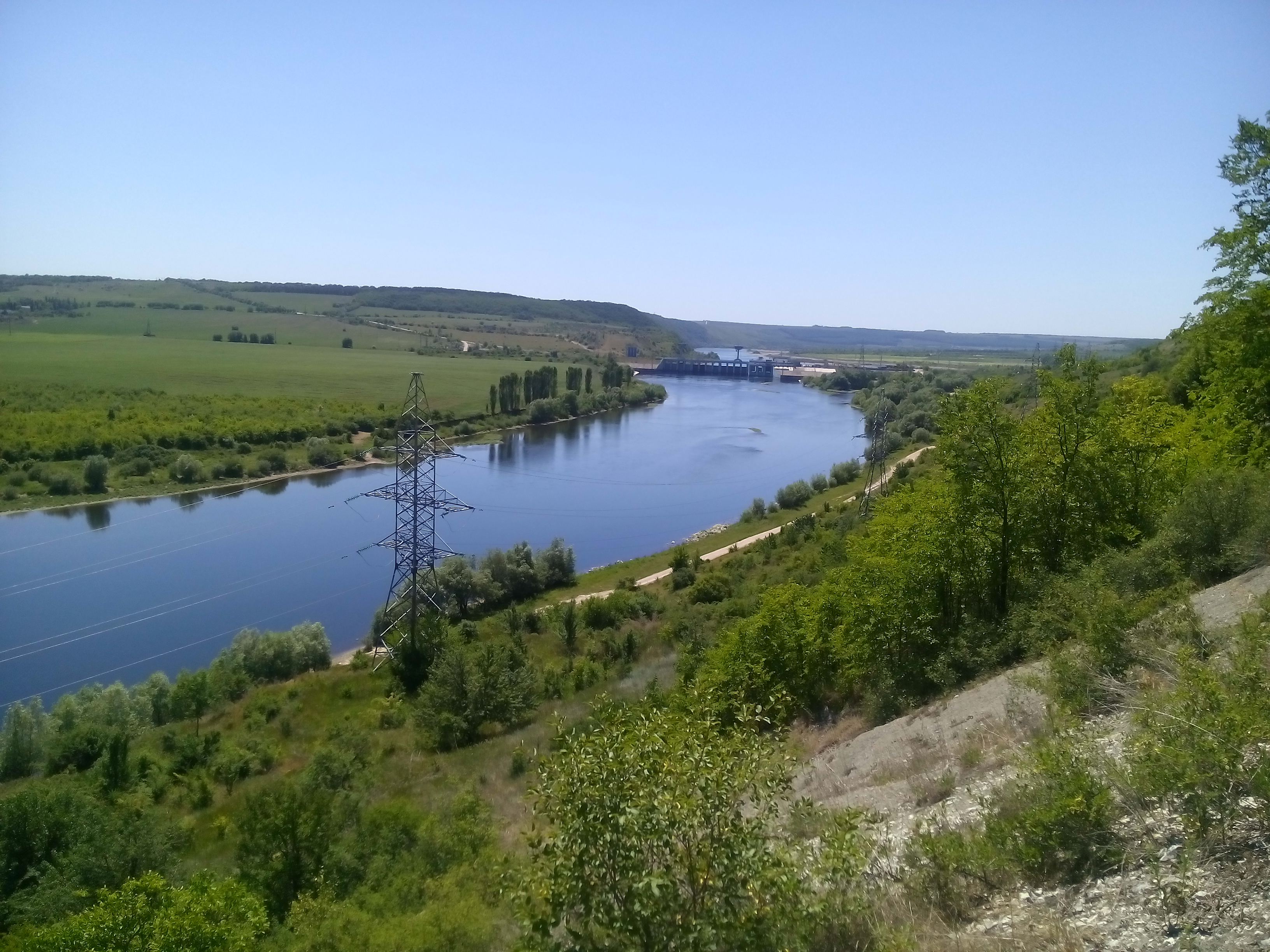
Вид на Дністер з Нагорянських печер
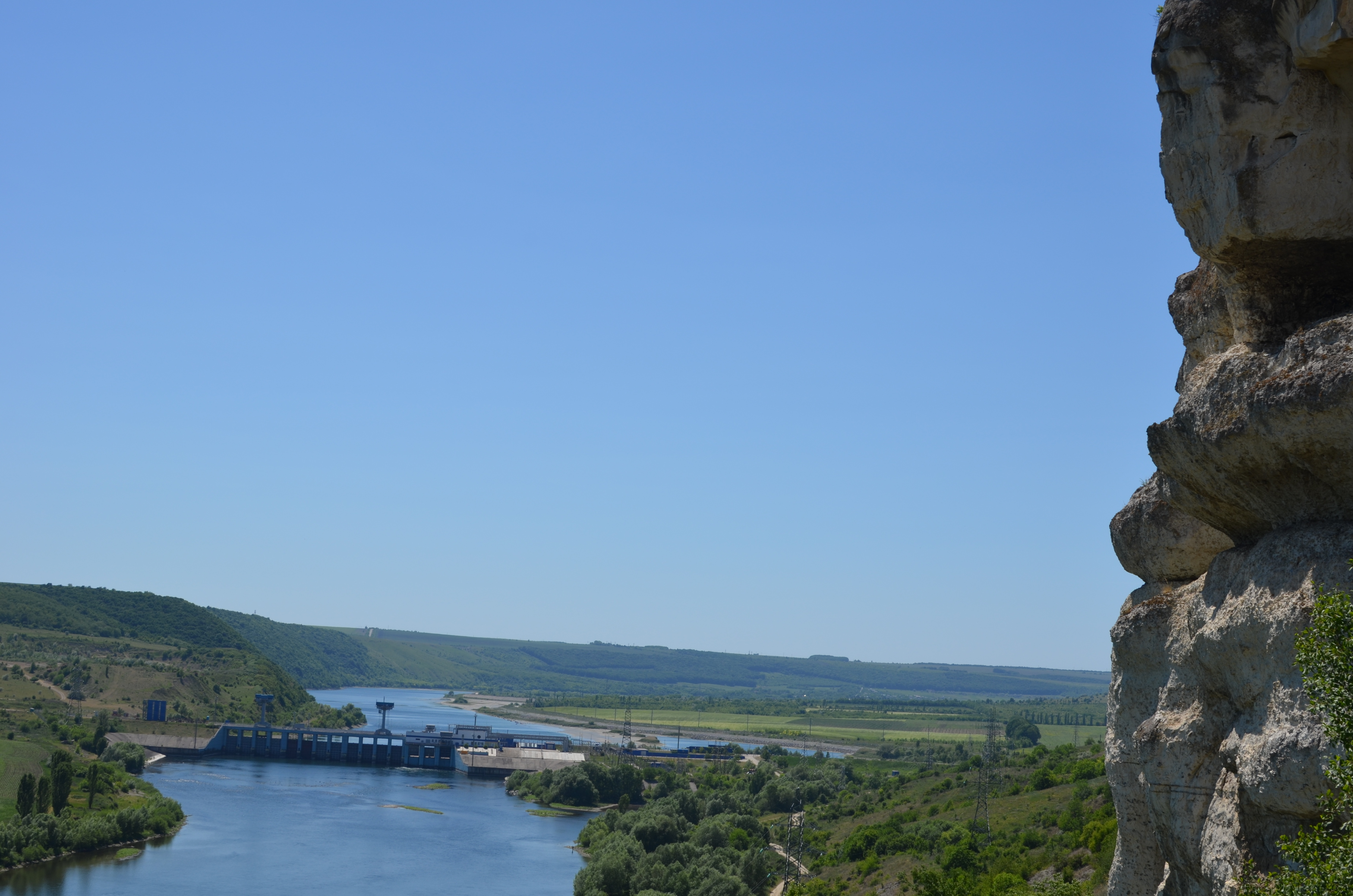
Дністровська ГЕС-2